# Derrick Alston
Derrick Samuel Alston (Bronx, Nova York, 20 d'agost de 1972) és un exjugador de bàsquet estatunidenc. Mesura 2,08 metres d'alçada i pesa 102 kg. Jugava en la posició d'ala-pivot. El seu fill Derrick Alston Jr. també és jugador de bàsquet.

## Trajectòria
Fou elegit en el Draft de l'NBA de 1994 pels Philadelphia 76ers, on va jugar dues temporades. Malgrat iniciar una tercera temporada amb els Atlanta Hawks, a finals de 1996 va emigrar a Europa on va desenvolupar la major part de la seua carrera.
La temporada 1997-98 juga amb el TDK Manresa a la Lliga ACB. Guanya el campionat de lliga amb l'equip manresà en una gran temporada a nivell individual i col·lectiu. La campanya següent fitxa pel FC Barcelona, amb el qual guanya una lliga ACB i una Copa Korac.
L'estiu de l'any 2000 signa amb el Pamesa València, equip amb el qual disputa dos campanyes i arriba a una final de la Copa Saporta. La temporada 2002-03 juga amb el Reial Madrid. La temporada 2003-04 fitxa pel Caprabo Lleida, on jugaria la seua última temporada a la ACB.
Els anys següents els jugaria en el Gravelines-Dunkerque de França, l'Ural Great de Rússia, el Türk Telekom B.K. de Turquia i el New Zealand Breakers de Nova Zelanda.
Posteriorment va jugar en diversos equips de la lliga argentina, com el Libertad de Sunchales (2008-09) i el Club Atlético Boca Juniors (2009-10 i 2011-12).
Després del seu pas pel bàsquet argentí, Alston abandona la pràctica com a jugador per a convertir-se en assistent tècnic dels Houston Rockets, encarregat del desenvolupament professional dels jugadors.

## Carrera

### Com a jugador
- 1990-1994: Duquesne University (NCAA)
- 1994-1996: Philadelphia 76ers (NBA)
- 1996-1996: Atlanta Hawks (NBA)
- 1996-1997: Efes Pilsen (TBL)
- 1997-1998: TDK Manresa (ACB)
- 1998-2000: FC Barcelona (ACB)
- 2000-2002: Pamesa València (ACB)
- 2002-2003: Reial Madrid (ACB)
- 2003-2004: Caprabo Lleida (ACB)
- 2005-2006: Gravelines-Dunkerque (LNB)
- 2006-2006: Ural Great (Superliga Russa)
- 2006-2007: Türk Telekom B.K (TBL)
- 2007-2008: New Zealand Breakers (NBL)
- 2008-2009: Libertad de Sunchales (LNB)
- 2009-2010: Club Atlético Boca Juniors (LNB)
- 2010-2010: La Unión de Formosa (LNB)
- 2011-2012: Club Atlético Boca Juniors (LNB)

### Com a entrenador
- 2012-2015: Houston Rockets (assistent) (NBA)
- 2015-: Westchester Knicks (NBA D-League)

## Palmarès

### Títols
- 1 Copa Korac: 1999 (amb el FC Barcelona)
- 2 Lliga ACB: 1997-98 (amb el TDK Manresa) i 1998-1999 (amb el FC Barcelona)
- 1 Lliga de Turquia: 1996-97 (amb l'Efes Pilsen)
- 1 Copa de Turquia: 1996-97 (amb l'Efes Pilsen)
- 1 Lliga Catalana: 1997-98 (amb el TDK Manresa)

### Premis individuals
- Líder en recuperacions de la Lliga ACB de la temporada 2000-01: 97 recuperacions (2.85 per partit) amb el Pamesa València
- Premi de la revista Gigantes del Basket al millor jugador estranger de la Lliga ACB de la temporada 1997-1998
- MVP de la Final de la Lliga ACB en la temporada 1998-99
- MVP de la Lliga Catalana 1997-98.
- 4 vegades All-Star de la Lliga ACB (1997, 1998, 2001, 2001).